# Janirella (Parjanirella) diplospinosa
Janirella (Parjanirella) diplospinosa là một loài chân đều trong họ Janirellidae. Loài này được Birstein miêu tả khoa học năm 1971.